# Guennadi Udalov
Guennadi Udalov   (1931 - 1996) fou un saltador soviètic que va competir durant la dècada de 1950.
El 1952 va prendre part en els Jocs Olímpics d'Estiu de Hèlsinki, on fou tretzè en la prova del trampolí de 3 metres del programa de salts. Quatre anys més tard, als Jocs de Melbourne, fou cinquè en la prova del salt de trampolí de 3 metres.
En el seu palmarès destaca una medalla de plata en el salt de trampolí de 3 metres al Campionat d'Europa de natació de 1954 i tres campionats nacionals de trampolí (1955 a 1957).